# Харспронгет
Харспронгет, також Гарспронгет  (швед. Harsprånget, саам. Njommelsaska,  або  Njommelsaskam    – Ньомельсаска(м)) — водоспад на річці Лулеельвен у Швеції. Розташований за Північним полярним колом. Являє собою водоскат з 4 уступів-водоскатів, розташованих протягом 3 км. Загальна висота падіння води становить 63 м. Назву “Харспронгет” часто застосовують лише щодо найзначнішого водоскату, де на 370 м течії річки падіння становить 27 м. Ширина водоспаду у різних водоскатах становить 10 - 30 м.  
Був найбільшим водоспадом річки Лулеельвен та одним з найбільших водоспадів Швеції до побудови на його місці у першій половині 20 століття і введення у експлуатацію 1951 року гідроелектростанції “Харспронгет”. Після побудови ГЕС стік зарегульований.  